# Колядко Микола Миколайович
Микóла Миколáйович Коля́дко (17 грудня 1951, Запоріжжя, УРСР ‒ 15 лютого 1999, Запоріжжя, Україна) — український художник, член Національної спілки художників України (1987), член творчого обʻєднання художників фірми «Проміс» (1991 ‒ 1996).

## Життєпис
Народився 17 грудня 1951 року в Запоріжжі. Перші художні навички здобув у Запорізькій дитячій художній школі (1964‒1968).
Навчався у Дніпропетровському художньому училищі (1968‒1972), живописно-педагогічне відділення, майстерня В. С. Загубибатька.
Працював у Запорізькому художньо-виробничому комбінаті (1975‒1991), живописно-монументальний цех.
Викладав у Вищому професійному училищі № 6, м. Запоріжжя (1996‒1997), малюнок на відділенні дизайну.
Трагічно загинув 15 лютого 1999 в Запоріжжі.

## Родина
Дружина: Колядко Наталія Василівна (нар. 1953), член Національної спілки художників України (2000).
Син Денис (нар. 1977).

## Творчість
Уже змолоду вирізнявся своєю творчою самобутністю й намагався відсторонитися від офіційного мистецтва, тому відразу звернувся до народної та козацької тематики. Колядку було вельми властиве філософське бачення світу. За твердженням О.Алексєєвої, вже в 1970-ті й на початку 1980-х він формулює «головні метафізичні засади власної художньої поетики…» В основі його манери ‒ досить абстрактна й дугоподібна лінія, що виявляється ніби кодом сферичності та тілесності. Чи буде це поверхня Землі, чи її пагорби, чи вигини жіночого тіла, чи «сезаннівські» яблука.
Роботи Колядка зберігаються в Запорізькому обласному художньому музеї, в Ізмаїльській картинній галереї, у приватних колекціях України, Польщі, Німеччини, США.

## Виставки
- 1979. Республіканська виставка «Естамп».
- 1982. Республіканська виставка.
- 1987. Виставка претендентів (виставкова зала спілки художників).
- 1987. Республіканська художня виставка «Молодість країни»[7],[8]
- 1989. Виставка на міжнародному пленері у замку в Щодре (Вроцлавське воєводство, Польща).
- 1992. Групова виставка запорізьких художників «Троянди миру» в Оберхаузені (Німеччина).
- 1993. Групова виставка художників у галереї фірми «Проміс».
- 1994. Персональна виставка в галереї фірми «Проміс».
- 1994. Звітна виставка учасників міжнародного пленеру в с. Грушівка на Миколаївщині. Будинок художника (Київ).
- 1996. Виставка на всеукраїнському пленері в Немирові (Вінничина).
- 1999. Персональна виставка у Виставковій залі Запорізької організації Національної спілки художників України (посмертна).
- 2011. Персональна виставка у Виставковій залі Запорізької організації Національної спілки художників України до 60-річчя художника.
- 2021. Персональна виставка у Запорізькому обласному художньому музеї до 70-річчя художника.

## Видання
- Николай Колядко. Живопись, графика. Каталог. ‒ Запорожье: Облполиграфиздат, 1985.
- Каталог виставки Rose des Friedens. Kunst aus unserer Partnerstand Saporoshje. Stadt  Oberhausen, 1992.
- Альбом-каталог «Галерея Проміс». ‒ К.: фірма ДіПоР, 1993.
- Микола Колядко. 1951 ‒ 1999. Буклет посмертної виставки. Запорізька організація  Національної спілки художників України. ‒ Запоріжжя, 1999.
- Микола Колядко. 1951 ‒ 1999. Живопис. Буклет. Запорізький художній музей. ‒ Запоріжжя, 2000.
- Микола Колядко. 1951 ‒ 1999. Живопис. Графіка. Каталог. ‒ Запоріжжя, 2011.